# صهیب رومی

Suhayb ibn Sinan ar-Rumi Masjid an-Nabawi Calligraphy

صُهیب ابن سنان بن مالک، که کنیه اش ابویحیی است، از صحابی بزرگ پیامبر، و از تیراندازان نامی عرب و از سابقان در اسلام است.

## نَسَب، و زندگی پیش از اسلام
پدر او از اشراف جاهلیت بود، که در حدود دودهه پیش ازهجرت، کسری (پادشاه ایران) او را بر «اُبُلَّه»ی بصره گماشت. منازل کسان او در سرزمین مشرف بر رود فرات (از جانب جزیره و موصل) بود. صهیب در سال ۳۶ پیش از هجرت در آنجا متولد شد. مادر صهیب با صهیب خردسال و جمعی از خدمه واطرافیان، برای استراحت به دهکدهٔ «ثنی» (در عراق) رفت. بعد از مدتی گروهی از افراد مسلح ارتش روم، به دهکده حمله بردند: نگهبانان و محافظان را کشتند و اموال را به غارت بردند و زنان و اطفال را به اسارت گرفتند. ازجمله اسیران و بردگان یکی هم صهیب بود. صهیب دست به دست می‌گشت، و از خدمت مالکی، به خدمت دیگری در می‌آمد. با اینکه صهیب در خاک روم بزرگ شد و درمیان رومیان به سن جوانی رسید و با اینکه زبان عربی رافراموش کرده، یا اینکه نزدیک بود فراموش کند، اما هرگز فراموش نکرده بود که او فردی با اصالتِ عربی است.
شخصی از قبیلۀ بنی کلب وی را خرید و به مکه آورد. عبدالله جدعان او را خرید، سپس آزاد کرد و او در مکه به تجارت پرداخت، و دارای اموال بسیار شد. برخی تواریخ معتقدند که او در روم از مالکش گریخت و به مکه روی نهاد، و در آنجا با یکی از بزرگان شهر به نام عبدالله بن جدعان، شریک و هم پیمان شد و کاردادوستد و تجارت را با او شروع کرد، و این کسب وکار، مال وثروت زیادی را برایش به ارمغان آورد.
هرچند صهیب دارای اصالتی عربی است، ولی به دلیل سال‌ها زندگی‌اش در روم، و نیز به خاطر بوری یا قرمزی موهایش و لکنت و لهجه ویژه‌اش، به صهیب رومی معروف بود.

## زندگانی اسلامی
چون اسلام ظاهر گشت، در خانه زید بن ارقم به همراه عمار یاسر مسلمان شد، و سی و چندمین شخصی بود که اسلام آورد؛ و مانند بقیه تازه مسلمان‌ها، آزار و اذیت قریش را تحمل کرد. چون مسلمانان عازم مهاجرت به مدینه شدند، صهیب که مالی فراوان به دست آورده بود، مشرکان از مهاجرت او ممانعت کردند و گفتند: «تو گدایی پست بودی و اکنون که مالی فراوان یافته‌ای اراده رفتن داری!» گفت: «اگر مال خویش را بدهم مرا در رفتن آزاد می‌دارید؟» گفتند: آری. وی همه مال خود به آن‌ها داد. چون این خبر به پیغمبر رسید، دو یا سه بار گفت: «رَبِحَ صهیب»، یعنی «صهیب سود کرد و معامله پرمنفعتی نمود!»
صهیب در جنگ بدر و احد و دیگر غزوات حاضر بود. در صحیحین اهل سنت ۳۰۷ حدیث از او نقل شده‌است. وی در سال ۳۲ یا ۳۸ هجری(در زمان خلافت علی بن ابی طالب) در مدینه درگذشت، و در بقیع دفن شد.

## صهیب در ادبیات فارسی
صهیب به خاطر زهد و پارسائی و مقام شامخی که در متقدمین دارد، بین مسلمانان شهرتی وافر داشته و در ادب فارسی نام او فراوان دیده می‌شود:
| پیش صدر مصطفی بین هم بلال و هم صهیب |  | این چو عود آن چون شکر در عود سوزان آمده |